# AMD Athlon X2 (Mobil)
Der AMD Athlon X2 Dual-Core Processor for Notebook PCs ist ein Notebookprozessor. Dieser nur kurz am Markt befindliche Prozessor wurde schnell durch den AMD Athlon II abgelöst.

## Technisches
Der Prozessor basiert, genau wie sein „großer Bruder“ AMD Turion X2 zum größten Teil auf der K8-Architektur, hat jedoch im Uncore-Bereich einiges aus der K10-Architektur übernommen, so besitzt er einige Neuerungen des K10 wie etwa den schnelleren HT-Link und auch einige Stromsparfunktionen, die aber im Vergleich zu Turion wiederum etwas weniger ausgeprägt sind. Außerdem hat der Prozessor gegenüber dem Turion X2 einen verkleinerten L2-Cache und geringere Taktraten. Mit seinem Namensvetter für den Desktop-Bereich hat er insofern nur wenig gemeinsam.

## Modelle

### Lion (65 nm SOI)
- CPU-Stepping
- L1-Cache: 64 + 64 KiB pro Kern (Daten + Instruktionen)
- L2-Cache: 512 KiB pro Kern mit Prozessortakt
- MMX, Enhanced 3DNow!, SSE, SSE2, SSE3, AMD64, Cool’n’Quiet, PowerNow!, NX-Bit, AMD-V
- Sockel S1, HyperTransport 1800 MHz bzw. 2000 MHz (HT1800 bzw. HT2000)
- DDR2-Speichercontroller: Unterstützung von DDR2-667 sowie DDR2-800
- VCore: 0,90 V – 1,10 V
- Die-Größe: 126 mm²
- Verbrauch (TDP): 35 W
- Datum der Veröffentlichung: 4. Juni 2008
- Frequenzen: 1900 MHz – 2200 MHz
  - QL-60: 1900 MHz
  - QL-62: 2000 MHz
  - QL-64: 2100 MHz
  - QL-65: 2100 MHz (HT2000)
  - QL-66: 2200 MHz
  - QL-67: 2200 MHz (HT2000)